# 2012 (فلم)
2012 هو فيلم خيال علمي كوارثي أمريكي، من إخراج رولان إيميريش وتمثيل جون كوزاك، أماندا بيت، داني غلوفر، ثاندي نيوتن، أوليفر بلات ووودي هارلسون. وزعت الفيلم شركة كولومبيا بيكتشرز. بدأ تصوير الفيلم في أغسطس 2008 في فانكوفر وصدر عالميًا في 13 نوفمبر 2009.

## القصة
أحداث كارثية عالمية من شأنها أن تؤدي إلى نهاية العالم، فيما يكافح الناجون من أجل حياتهم. الفيلم مستوحى من عدة فرضيات تقترح أن شعب المايا القديم قد تنبأ بأن «يوم الهلاك» سوف يحل في وقت ما بحلول عام 2012، بينما يأتي مصدر هذا الافتراض من معتقد نهاية دورة التاريخ حسب تقويم أمريكا الوسطى القديم.

## الميزانية والإيرادات
كلف الفيلم 200 مليون دولار، وحقق قرابة 800 مليون دولار.

## وصلات خارجية
- 2012 على موقع IMDb (الإنجليزية)
- 2012 على موقع ميتاكريتيك (الإنجليزية)
- 2012 على موقع روتن توميتوز (الإنجليزية)
- 2012 على موقع نتفليكس (الإنجليزية)
- 2012 على موقع قاعدة بيانات الأفلام العربية
- 2012 على موقع ألو سيني (الفرنسية)
- 2012 على موقع Turner Classic Movies (الإنجليزية)
- 2012 على موقع أول موفي (الإنجليزية)
- 2012 على موقع بوكس أوفيس موجو (الإنجليزية)
- 2012 على موقع فيلمافينيتي (الإسبانية)
- موقع الفيلم الرسمي.